# Planctoteuthis lippula
Planctoteuthis lippula is een inktvissensoort uit de familie van de Chiroteuthidae. De wetenschappelijke naam van de soort werd voor het eerst geldig gepubliceerd in 1908 door Chun als Doratopsis lippula.